# Miction

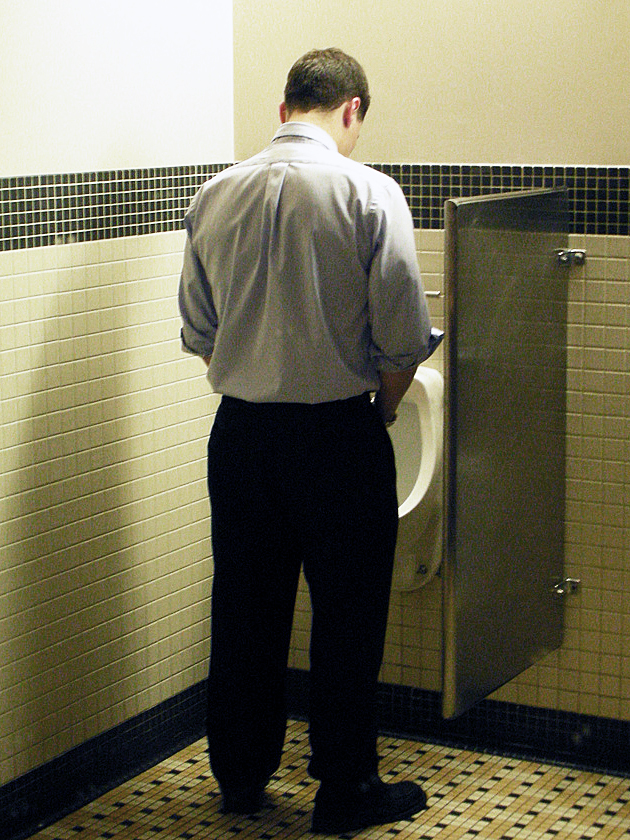
Un homme urinant dans un urinoir.

La miction (du latin mingere, « uriner »), soit l'action d'uriner, est l'élimination d'urine par la vidange de la vessie.

## Description

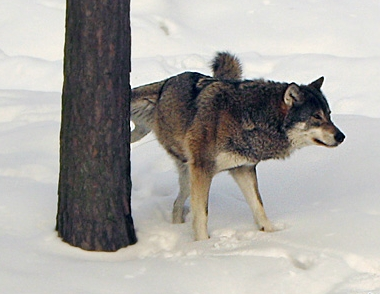
Loup gris urinant pour marquer son territoire.

Les observations des mictions de mammifères d'une équipe du Georgia Institute of Technology ont mis en évidence en 2013 une loi expérimentale : la majorité des mammifères, quelle que soit leur taille et leur masse, mettent approximativement 21 secondes pour vider leur vessie,. L'explication de ce phénomène est que la miction chez ces animaux est essentiellement dominée par la gravité : l'augmentation du mammifère en taille et en masse se traduit par un volume de vessie plus important et donc un volume d'urine qui devrait être plus long à évacuer, mais cela se traduit aussi par un urètre plus large et plus long qui permet d'augmenter proportionnellement le débit urinaire, d'où un temps de miction qui reste pratiquement identique. 
Cette loi ne s'applique pas à de petits mammifères (au poids inférieur au kg) qui urinent en moins d'une seconde, la gravité n'exerçant alors pas d'influence sur le débit qui est plus déterminé par la viscosité de l'urine et sa tension de surface, ce qui explique pourquoi leur urine est libérée sous forme d'un flux de petites gouttes d'urine individuelles plutôt que le jet continu des grands mammifères.

### Fréquence
En fonction de l'apport de liquides et des conditions d'hygrométrie et de température extérieures, une personne saine produit en 24 heures environ 1 à 1,5 litre d'urine (diurèse), éliminée de 2 à 6 fois par jour.
La production d'urine n'est pas constante au cours de la journée. L'homme produit le plus d'urine vers six heures du matin (voir chronobiologie).

## Anomalies
- Si l'on n'élimine pas d'urine ou si l'on en élimine moins de 100 ml en 24 heures, on parle d'anurie.
- On parle d'oligurie pour un sujet qui élimine moins de 500 ml par jour.
- On appelle pollakiurie une fréquence excessive des mictions.
- Si le volume quotidien dépasse les 2 ou 3 litres, on parle de polyurie.
- On parle également d'urine « anormale » lorsque celle-ci contient des quantités significatives de glucose (glucosurie), de protéines sanguines (protéinurie), de globules rouges (hématurie).

## Aspects socioculturels

### Posture
Hommes, femmes et enfants peuvent uriner (et déféquer) en position accroupie. Les hommes peuvent uriner debout. 

#### Femmes
Avant la généralisation du port du slip dans la première moitié du XXe siècle, la miction en position accroupie pouvait s'effectuer rapidement, une jupe longue pouvant faire écran lorsque les femmes devaient se soulager à l'extérieur. Cette possibilité a perduré jusqu'aux environs des années 1940 (surtout à la campagne) par l'usage de culottes fendues [des culottes classiques de l'époque mais possédant littéralement une braguette boutonnée dans l'entre jambe].
En Occident, depuis la généralisation du siège de toilette, les femmes urinent en position assise, le plus fréquemment. Par la suite, beaucoup d’entre elles n'apprennent pas la façon de diriger le jet d’urine qui leur permettrait d’uriner debout. La miction en position debout est facilitée par le recours à une urinette. Toutefois cette position ne permet pas une vidange optimale de la vessie.
Les femmes prennent une position semi-accroupie dans les toilettes publiques lorsque celles-ci ne sont pas propres, ce qui risque d'aggraver le problème.
Elles prennent une position accroupie ou semi-accroupie dans la nature.

#### Hommes
En Occident, beaucoup d'hommes préfèrent uriner debout. Cette position est plus facile et plus rapide (simple ouverture de la braguette du pantalon). De plus elle correspond à une norme traditionnelle mais stéréotypée de la masculinité, souvent apprise dès la petite enfance. Elle permet d’utiliser des urinoirs ou d’uriner n’importe où selon la situation, notamment dans la nature. 
Certains hommes préfèrent toutefois uriner assis (diminution des projections) ou accroupis, ce qui selon certaines études assure une meilleure élimination de l’urine.
Au Moyen-Orient et en Asie, la position accroupie est plus répandue.

### Représentations artistiques
La représentation de l'acte d'uriner est utilisé occasionnellement chez les artistes non consacrés à l'art érotique.
Rembrandt a gravé en 1631 La Femme qui pisse. Ce thème a été repris par Pablo Picasso dans un grand tableau datant du 16 avril 1965, La Pisseuse.
La représentation la plus connue est sans doute celle du Manneken-Pis bruxellois. Le Manneken-Pis a une petite sœur, Jeanneke Pis, et a inspiré d'autres représentations du même ordre.

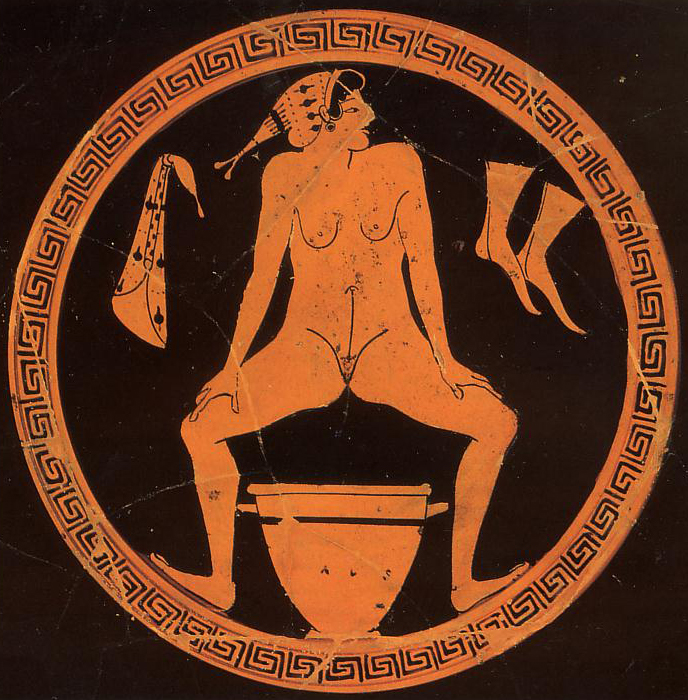
Hétaïre urinant dans un skyphos (vase haut). Intérieur d’un kylix (coupe à boire) du Ve siècle av. J.-C.
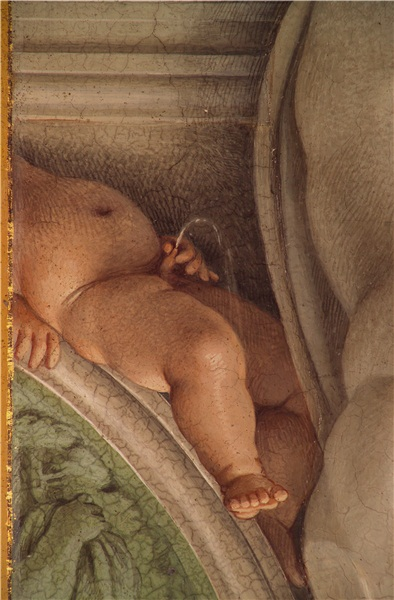
Putto mingens. Annibale Carracci, 1600
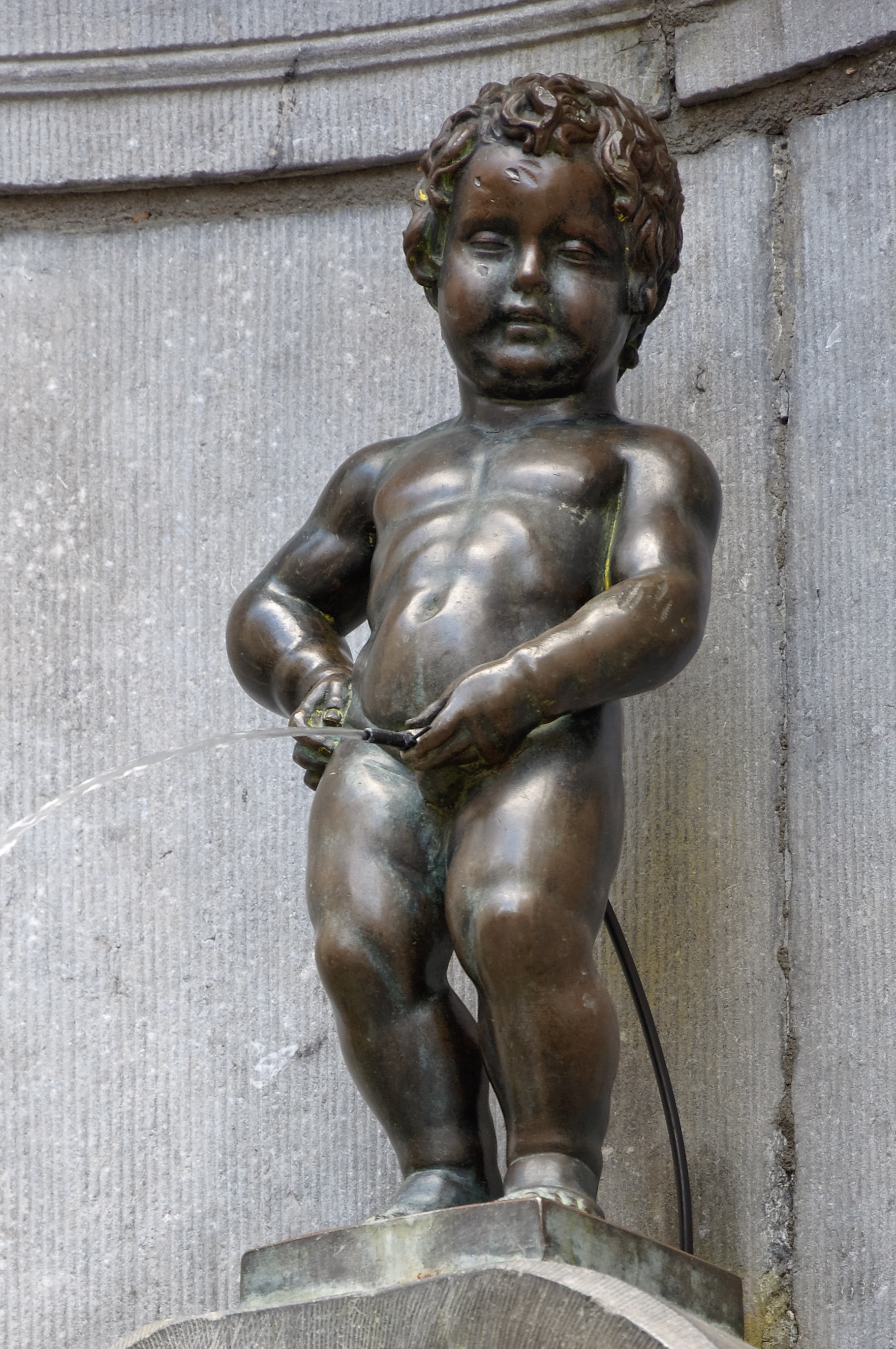
Manneken-Pis à Bruxelles. Jérôme Duquesnoy l'Ancien, 1619.
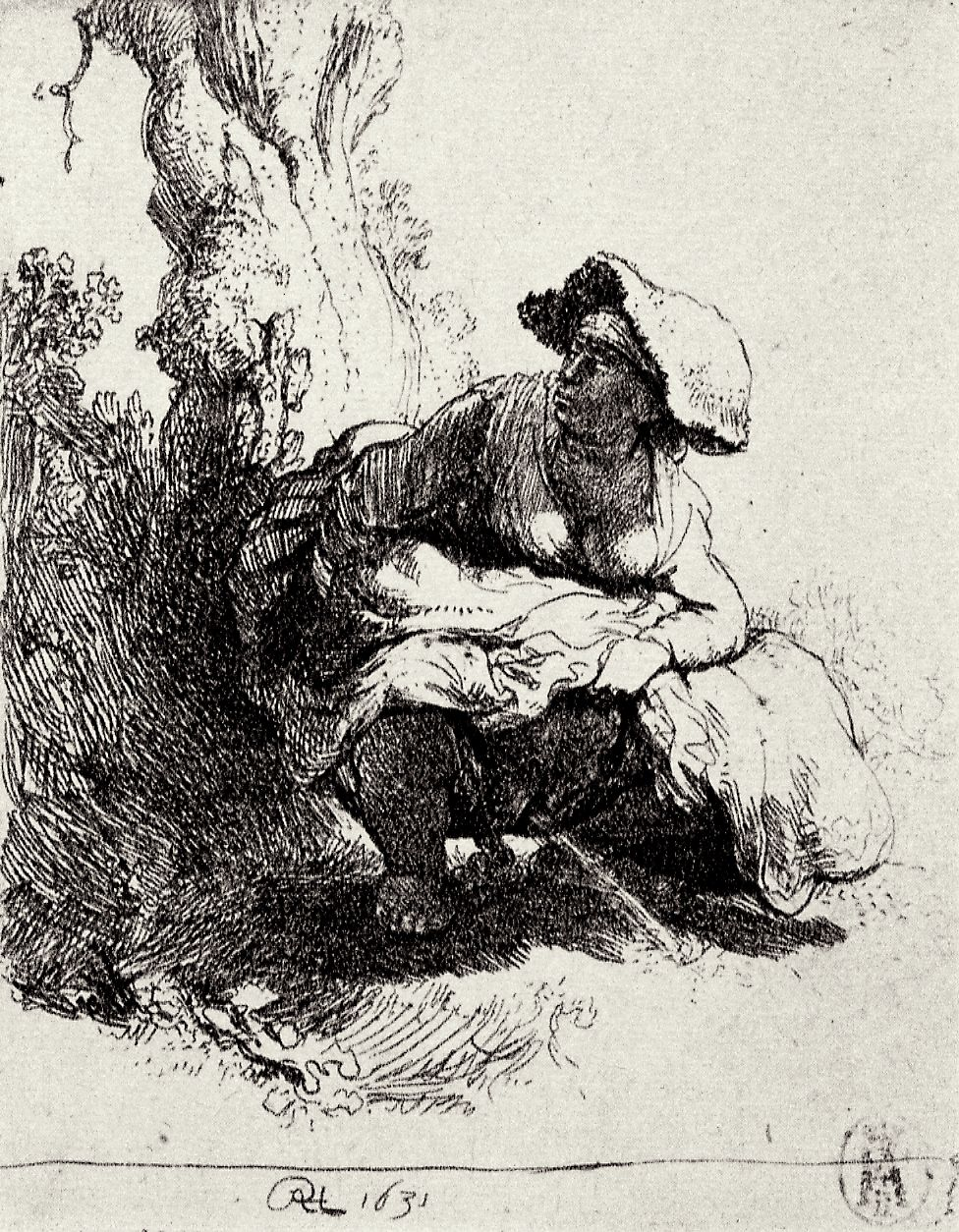
La Femme qui pisse. Rembrandt, 1631.

### Un empereur romain dans le besoin
D'après Suétone, vers 69, Vespasien, qui souhaitait restaurer les finances de l'État mises à mal par Néron, décida de taxer les latrines publiques (qui fournissaient l'urine nécessaire lors des travaux de tannage des peaux et de foulage de la laine). Son fils Titus exprima des réserves quant à ce nouvel impôt. Après sa mise en place, Vespasien convoqua Titus, lui mit sous le nez des pièces d'or ainsi collectées, en lui demandant s'il était importuné par l'odeur. Titus répondit non, et s'attira une réplique restée célèbre : « Bien sûr, l'argent n'a pas d'odeur ! » (Pecunia non olet).
Les premières vespasiennes furent appelées ainsi en souvenir de cette innovation fiscale.